# Reloj electrónico

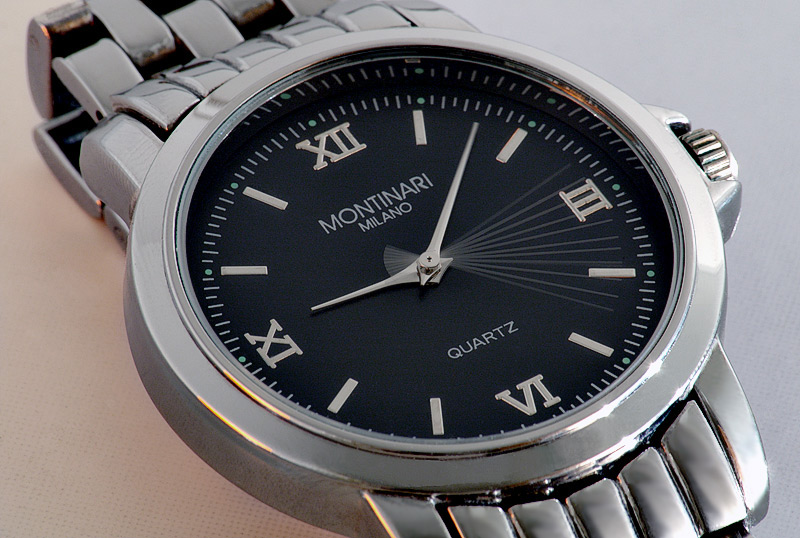
Reloj electrónico analógico

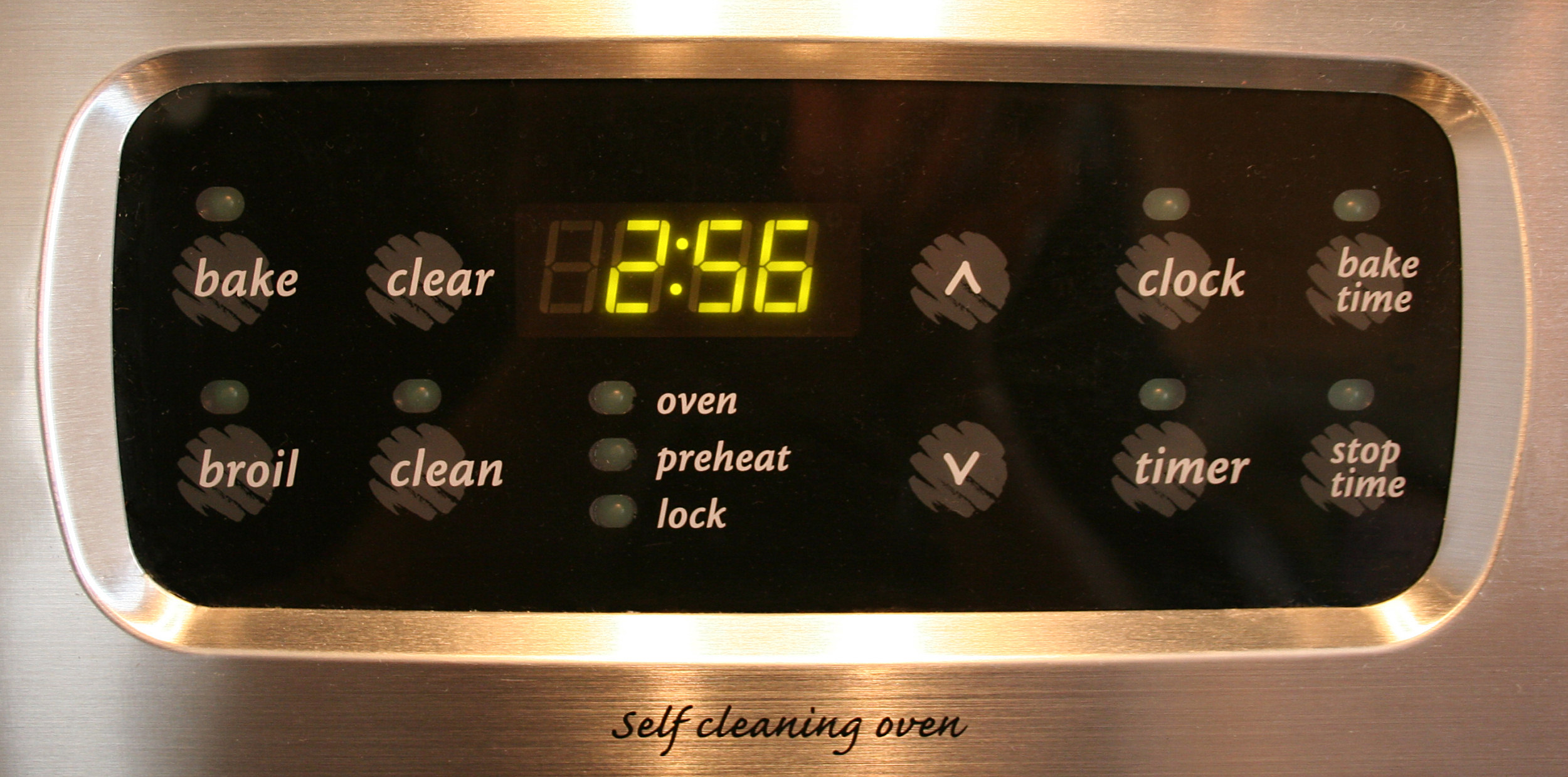
Reloj electrónico digital

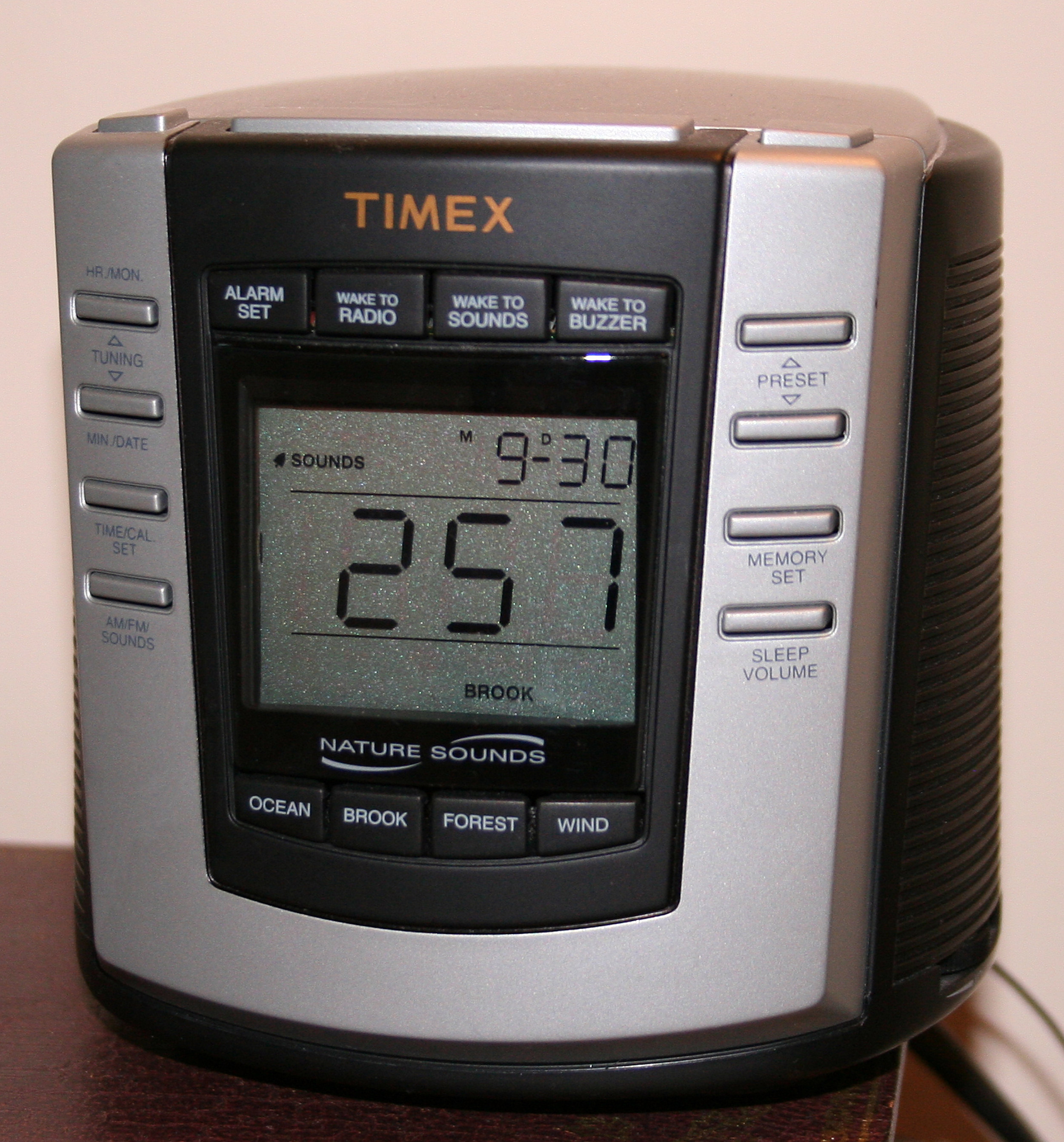
Radio reloj despertador digital

Un reloj electrónico es un reloj en el que la base de tiempos es electrónica o electromecánica y la división de frecuencia, también.
Un reloj digital es un tipo de reloj que basa su funcionamiento en la electrónica digital para marcar el tiempo.
La invención, en 1956, del reloj digital supuso una gran revolución en el campo de la relojería porque se consiguió fabricar relojes mucho más baratos y precisos que los de funcionamiento mecánico.
Para representar la hora, muchos relojes digitales usan los siete segmentos LED, VFD o LCD, para formar cada uno de los números. Estos relojes también incluyen otros elementos, para indicar si la hora es por la mañana AM o por la tarde PM, así como si está activada la alarma y a qué hora está programada.
Los relojes digitales son muy pequeños, útiles y baratos. Por estas razones se han incorporado a la mayoría de equipos electrónicos. Muchos relojes digitales se utilizan como despertadores donde llevan incorporado una radio.
La ruptura principal con el reloj mecánico es que se eliminaron todos los mecanismos que había en el interior de la caja de los relojes y fueron sustituidos por unos circuitos electrónicos alimentados por una pequeña batería y que facilitaba la lectura directa del tiempo.
Debido a lo barato que son los relojes digitales ya se han impuesto en muchas aplicaciones, y así la mayoría de despertadores son ya digitales, los relojes que hay en electrodomésticos, ordenadores, teléfonos celulares, automóviles, etc. Asimismo, muchos de los relojes de pulsera que se utilizan son digitales si bien en el campo de los relojes de pulsera se han impuesto los relojes electrónicos analógicos de cuarzo.

## Funcionamiento de un reloj electrónico
La exactitud del reloj depende de la base de tiempos, que puede consistir en un oscilador o en un adaptador que, a partir de una referencia, genera una señal periódica.
El divisor de frecuencia es un circuito digital formado por una sucesión de contadores hasta obtener una frecuencia de 1 Hz, que permite mostrar segundos. Si se quiere mostrar décimas, la división se detiene al llegar a los 10 Hz.
Esta frecuencia pasa al módulo de presentación, que puede ser electrónico o mecánico, donde otros divisores van separando los segundos, minutos y horas para presentarlas mediante algún tipo de display.

## Base de tiempos
El tipo de base de tiempos utilizada es tan importante que suele dar nombre al tipo de reloj. Las más habituales son:
- Patrón red. No tiene oscilador y utiliza como referencia los 50 Hz (o 60 Hz) de la red. Es la más simple, pero es bastante exacta a medio plazo, pues las alteraciones en la frecuencia de red suelen compensarse a lo largo del día. Tiene dos inconvenientes importantes:
  - Necesita una señal "limpia", para lo cual se suele filtrar antes de aplicarla a los contadores.
  - Necesita la red, lo que no permite su utilización portátil y además, frente a un corte de luz, pierde la hora. Existen modelos que incluyen un oscilador y pilas o baterías, de modo que el oscilador y los contadores siguen funcionando durante el corte, con lo que no se pierde la hora.
- Emisora patrón. La base de tiempos viene a ser algún tipo de PLL, enganchado con alguna de las emisoras horarias. Se ponen en hora solos y cambian al horario de invierno o verano de forma autónoma. Su inconveniente es que necesita la señal horaria, de modo que en zonas "oscuras" no presenta mayores ventajas.
- Reloj de diapasón. El oscilador está controlado por un diapasón intercalado en el lazo de realimentación. Ya ha caído en desuso, pero en su momento eran de gama alta. El fabricante de relojes Bulova, por ejemplo, disponía de relojes de diapasón de pulsera.
- Reloj de cuarzo. Sustituye el diapasón por un resonador de cuarzo, habitualmente a 32768 Hz, por ser potencia exacta de dos, lo que simplifica el divisor de frecuencia. Por su estabilidad y economía ha desplazado a todos los otros tipos de reloj en las aplicaciones habituales.
- Reloj atómico (Amoníaco, cesio, etc.) Se basa en incluir en el lazo de realimentación una cavidad con moléculas de la sustancia adecuada, de manera que se excite la resonancia de alguno de sus átomos.

## Historia
El reloj digital fue inventado en 1956 por el ingeniero búlgaro Petar Ptrov, y se hizo popular cuando los microchips y LED´s empezaron a ser baratos. Hacia 1970 los relojes digitales eran de funcionamiento mecánico con un pequeño motor de AC que se usaba como parte del mecanismo para cambiar la hora. Hamilton presentó en 1972 el Pulsar, primer reloj digital con pantalla LCD del mercado.